# Kwara
Kwara er en delstat i den vestlige del af Nigeria, grænsnde til Benin mod vest. Den blev oprettet i 1967 men har derefter stykvis mistet dele til de tilgrænsende delstater.

## Geografi
Kwara grænser mod nord til delstaten Niger, hvor floden Niger danner en del af grænsen; mod syd grænser den til delstaten Osun, mod sydvest til delstaten Oyo, mod sydøst til delstaten Ekiti, mod vest til Benin og mod øst til delstaten Kogi. 

### Inddeling
Kwara er inddelt i 16 Local Government Areas med navnene: Asa, Baruten, Edu, Ekiti, Ifelodun, Ilorin East, Ilorin South, Ilorin West, Irepodun, Isin, Kaiama, Moro, Offa, Oke-Oro, Oyun og Pategi.

## Eksterne kilder og henvisninger
1. ↑  Kort folketællingen 2006 34.467,5
Population 2006: 2.365.353

- Om Kwara  på Store norske leksikon

8°30′N 5°0′Ø / 8.500°N 5.000°Ø